# Paweł Tarnowski (zm. 1640)
Paweł Tarnowski herbu Rola (zm. w 1640 roku) – łowczy łęczycki w latach 1622–1640.
Był elektorem Władysława IV Wazy z województwa łęczyckiego w 1632 roku.